# Muhammad Mansur Ali

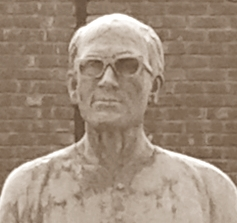
Skulptur von Muhammad Mansur Ali

Muhammad Mansur Ali (bengalisch মুহাম্মদ মনসুর আলী Muhāmmad Mansur Ālī; * 16. Januar 1917 im Dorf Kuripara, Distrikt Sirajganj; † 3. November 1975 in Dhaka) war ein bangladeschischer Politiker und Jurist, der ein enger Vertrauter von Mujibur Rahman, dem Staatsgründer von Bangladesch, war. Mansur war ein hochrangiger Führer der Awami-Liga und 1975 kurzzeitig auch Premierminister von Bangladesch.

## Laufbahn
Ali stammt aus einem Dorf bei Sirajganj und erwarb einen Master-Abschluss in Wirtschaft und Recht an der Aligarh Muslim University. Er wurde aktives Mitglied der Muslimliga, die unter Muhammad Ali Jinnah einen eigenen muslimischen Staat Pakistan forderte. Er diente von 1946 bis 1950 als Vizepräsident der Muslim League im Distrikt Pabna. Er trat in die pakistanische Armee ein, erhielt eine Ausbildung in Jessore und erlangte den Rang eines Armee-Hauptmanns. Er arbeitete dann als Jurist. Mansur wurde 1952 von der Polizei verhaftet, weil er geholfen hatte, Proteste gegen die Erklärung von Urdu zur alleinigen Amtssprache von Pakistan zu organisieren, was als Bengalische Sprachbewegung bekannt wurde. Mansur und seine Partei forderten, dass auch Bengali anerkannt wird. Er wurde 1954 in die Provinzversammlung von Ostpakistan gewählt. Nach dem Staatsstreich von Ayub Khan, der Präsident von Pakistan wurde und den Ausnahmezustand verhängte, wurde Mansur erneut verhaftet. Er blieb von 1958 bis 1959 inhaftiert.
Bei Ausbruch des Befreiungskrieges in Bangladesch 1971 ging Mansur in den Untergrund, um eine Exilregierung zu organisieren. Mansur wurde Finanzminister in der Regierung. Nach der Unabhängigkeit Bangladeschs war Mansur Minister für Kommunikation und später für Inneres. Nach der Einführung des Einparteiensystems und des Präsidialsystems im Jahr 1975 wurde sein Mitstreiter Mujibur Rahman Präsident von Bangladesch. Mansur wurde zum Premierminister ernannt.

## Ermordung
Am 15. August 1975 wurde Mujib zusammen mit seiner Familie von einer Gruppe von Militäroffizieren ermordet. Es wird angenommen, dass der Staatsstreich vom 15. August von Khondakar Mostaq Ahmad geplant wurde, einem verärgerten Mitglied von Mujibs Regierung, der später Präsident werden sollte. Mansur tauchte unmittelbar nach der Ermordung unter. Als Khondakar Mostaq Ahmad mehrere Führer der Awami-Liga, darunter ihn und Tajuddin Ahmad, einlud, seiner Regierung beizutreten, weigerten sie sich. Sie wurden am 23. August 1975 von der Armee verhaftet. Da sie sich weigerten, Ahmads Regime zu unterstützen, wurden sie während ihrer Inhaftierung im Zentralgefängnis von Dhaka am 3. November ermordet, was einer der Auslöser für einen Putsch am 3. November war, der Ahmad bereits wieder von der Macht verdrängte.

## Familiäres
Er heiratete Begum Amina, die Tochter eines Bezirksrichters aus der Gegend von Rangpur. Sie hatten fünf Söhne und eine Tochter. Sein zweiter Sohn Mohammed Nasim wurde später Minister in Regierungen der Awami-Liga.